# 李敬淑
李敬淑（1967年—），或譯為李景淑、李京淑，朝鲜前女子籃球員，身高202公分，司職中鋒。1990年代代表朝鲜女子籃球隊五戰全勝贏得1990年亞洲女子籃球錦標第二級比賽，還有出賽1990年亞洲運動會、1993年東亞運動會及1996年威廉·瓊斯盃國際籃球邀請賽等國際賽事。李敬淑的女兒朴津阿在2018年朝韓統一籃球比賽亮相，當時15歲的朴津阿已有205公分，日後亦代表北韓女籃角逐國際賽事。